# Satori in Paris (Bauhaus)
Satori in Paris è un singolo del gruppo musicale britannico Bauhaus, pubblicato nel 1982.

## Descrizione
Il disco, pubblicato da Beggars Banquet Records in formato 7", era originalmente inserito come bonus nelle prime copie dell'LP dal vivo Press the Eject and Give Me the Tape. In seguito venne distribuito come singolo.
Entrambe le tracce sono versioni dal vivo registrate a Le Rose Bon Bon, Parigi, Francia, il 3 dicembre 1981.

## Tracce
1. Double Dare – 5:55
2. Hair of the Dog – 2:48

Durata totale: 8:43

## Formazione
- Peter Murphy - voce, chitarra
- Daniel Ash - chitarra
- David J - basso
- Kevin Haskins - batteria